# ستيف سيمز
ستيف سيمز (بالإنجليزية: Steve Sims)‏ (2 يوليو 1957 في المملكة المتحدة - ) هو لاعب كرة قدم بريطاني في مركز الدفاع. شارك مع منتخب إنجلترا تحت 21 سنة لكرة القدم. أما مع النوادي، فقد لعب مع أستون فيلا وليستر سيتي ونادي بيرتن ألبيون ونادي واتفورد ونوتس كاونتي.

## وصلات خارجية
- ستيف سيمز على موقع قاعدة بيانات كرة القدم.إي يو (الإنجليزية)
- ستيف سيمز على موقع عالم كرة القدم.نت (الإنجليزية)